# Gemeine Schnauzenschnecke
Die Gemeine Schnauzenschnecke (Bithynia tentaculata) ist eine Süßwasserschnecke aus der Familie der Schnauzenschnecken (Bithyniidae), die zur Ordnung der Caenogastropoda gestellt wird. Sie ist in Europa weit verbreitet.

## Merkmale

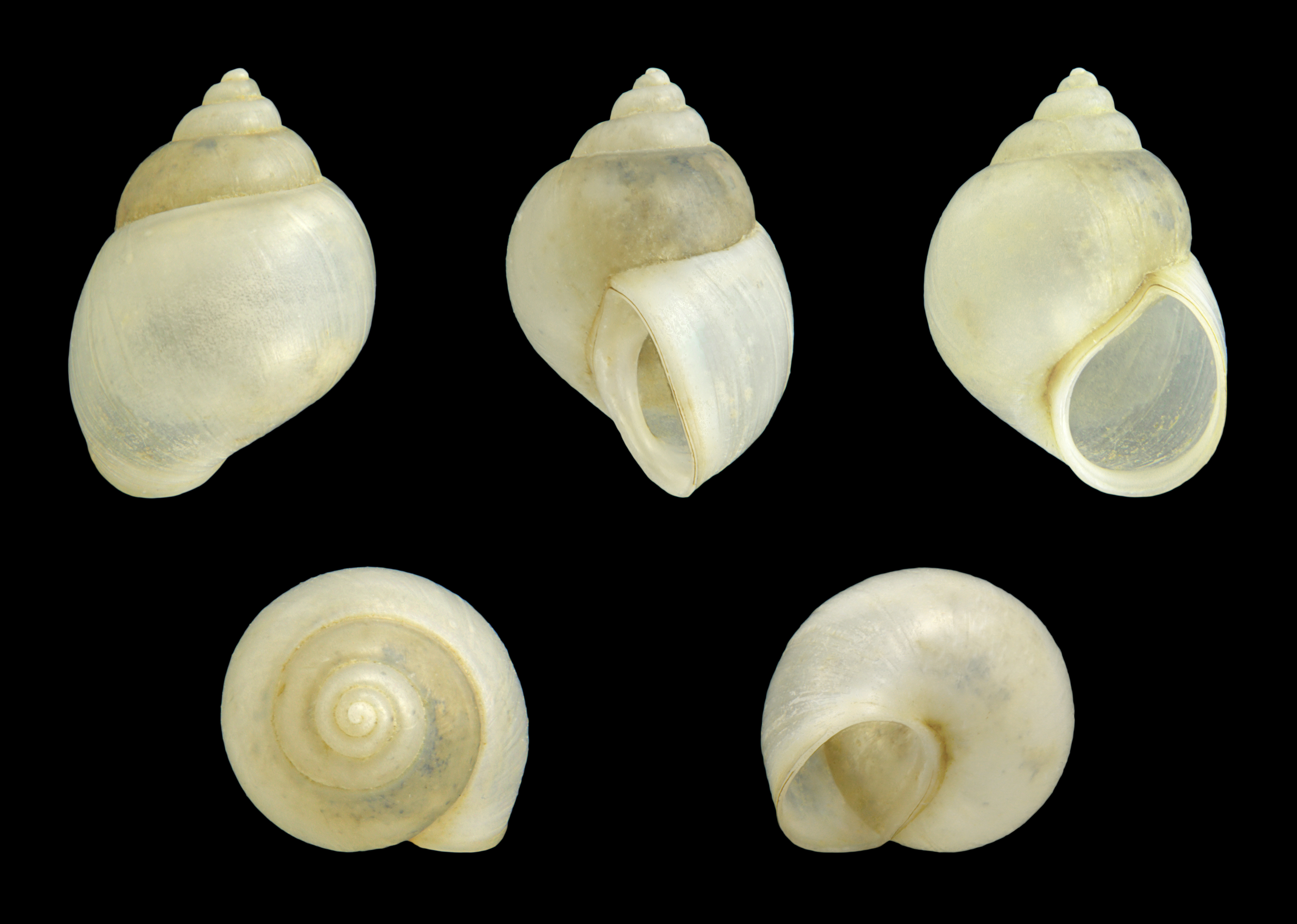
Gehäuse der Gemeinen Schnauzenschnecke

Das Gehäuse ist hochkonisch und besitzt 5,5 Windungen, die relativ rasch zunehmen. Sie sind mäßig gewölbt und durch eine deutliche Naht voneinander abgesetzt. Das Gehäuse ist bis 11 mm hoch und hat eine max. Dicke bzw. Breite von 8 mm. Der Nabel ist meist nicht sichtbar. Die Mündung ist annähernd oval, jedoch am oberen Ende zugespitzt. Das Operkulum passt exakt in die Mündung und ist konzentrisch um einen Kern herum aufgebaut. Der Körper ist dunkel mit gelben Sprenkeln

## Lebensweise
Die Tiere werden in der Regel 12 bis 27 Monate alt. Vermutlich übersteht ein kleiner Teil der Population einen weiteren Winter und wird dadurch etwas größer als die restliche Population (Bithynia tentaculata f. producta). Nach der Paarung legt das Weibchen 20 bis 40 Eier auf Steinen oder einer sonstigen harten Unterlage ab, die in Laichschnüren zu je drei Eier in einer Querreihe angeordnet werden. Die Jungen schlüpfen in Abhängigkeit von der Wassertemperatur nach 14 bis 20 Tagen. Die Entwicklung der Eier findet bei Temperaturen zwischen 13 und 26 °C statt. Die Tiere leben in stehenden oder nur schwach fließenden Gewässern. Sie ernähren sich als Weidegänger und Detritusfiltrierer. Dabei überwiegt die filtrierende Lebensweise.

## Verbreitung
Die Art ist in ganz Europa mit Ausnahme des nördlichen Skandinaviens und Griechenlands verbreitet. Im Osten reicht das Verbreitungsgebiet bis nach Westsibirien. In weiten Teilen Mitteleuropas ist die Gemeine Schnauzenschnecke eine der häufigsten Süßwasserschnecken. Sie wurde in den 1870er Jahren in die Großen Seen verschleppt und kommt inzwischen auch in weiten Teilen Nordamerikas vor.

## Saprobienindex
Der Saprobienindex für diese Art beträgt 2,3, ist aber nicht unumstritten: Die Schnecke kommt meist in Gewässern der Güteklasse II bis II− vor, ist aber auch in kritisch belasteten Gewässern der Güteklasse III anzutreffen.

## Systematik
Es werden mehrere Formen unterschieden, deren Status aber unklar ist.
- Bithynia tentaculata f. codia (Vorkommen: Voralpenseen)
- Bithynia tentaculata f. gigas (Vorkommen: Dänemark und Schweden)
- Bithynia tentaculata f. excavata (Vorkommen: Großbritannien, Dänemark und Schweden)
- Bithynia tentaculata f. bottnica (Vorkommen: Schweden)
- Bithynia tentaculata f. producta (Vorkommen: im Verbreitungsgebiet der Art)